# Schwarzbandkärpfling
Der Schwarzbandkärpfling (Poecilia nigrofasciata) ist ein auf Hispaniola endemisch vorkommender Süßwasserfisch. Er gehört zu den lebendgebärenden Zahnkarpfen (Poeciliinae). Er ist auch als Schwarzbinden- oder Buckelkärpfling bekannt.

## Merkmale
Schwarzbandkärpflinge werden bis zu 6 cm groß, Männchen bleiben mit bis zu 5,5 cm etwas kleiner als ihre weiblichen Artgenossen. Der Körper der Fische wirkt gedrungen mit spitzem Kopf. Ältere Männchen entwickeln einen Buckel, dessen Ausprägungsgrad innerhalb der lebendgebärenden Zahnkarpfen einzigartig ist. Dadurch wirkt ihr Körper sehr hoch und seitlich abgeflacht. Entlang der hinteren, unteren Körperhälfte verläuft ein gut ausgebildeter Schuppenkiel, ähnlich dem des Messerkärpflings (Alfaro cultratus).
Die Grundfärbung des Kärpflings ist olivgelb, die Bauchseite ist weiß. Über die Körperseiten verteilt befinden sich 7–12 senkrechte, schwarze Streifen. Vereinzelt gibt es auch Tiere, die zwischen der Streifenzeichnung noch weitere schwarze Flecken besitzen. Abhängig vom Lichteinfall können die Seiten metallisch schimmern. Die Rückenflosse der Männchen besitzt zahlreiche, ungleichmäßig verteilte kommaförmige schwarze Flecken. Bei Alphamännchen wirkt die Rückenflosse fast komplett schwarz.
Alle Flossen sind leicht gelb getönt. Beide Geschlechter zeigen das gleiche Zeichnungsmuster, das bei den Männchen aber intensiver hervortritt.

## Vorkommen und Lebensweise
Poecilia nigrofasciata wurde bisher im Étang Saumâtre sowie am Nordende des Étang de Miragoâne in Haiti gefunden. Über die Ernährungsweise in der Natur ist nichts bekannt.
Bei Aquarienhaltung bevorzugt der Kärpfling hartes und mineralhaltiges Wasser. Bei zu weichem Wasser neigen die Fische zu Schaukelbewegungen. Die Fütterung sollte ausgewogen sein und einen pflanzlichen Anteil enthalten. Im Durchschnitt werden von den Weibchen alle 28 Tage zwischen 10 und 60, ca. 8 mm lange Jungfische zur Welt gebracht. Im Alter von fünf Monaten haben die Tiere die Geschlechtsreife erreicht.